# 검류계

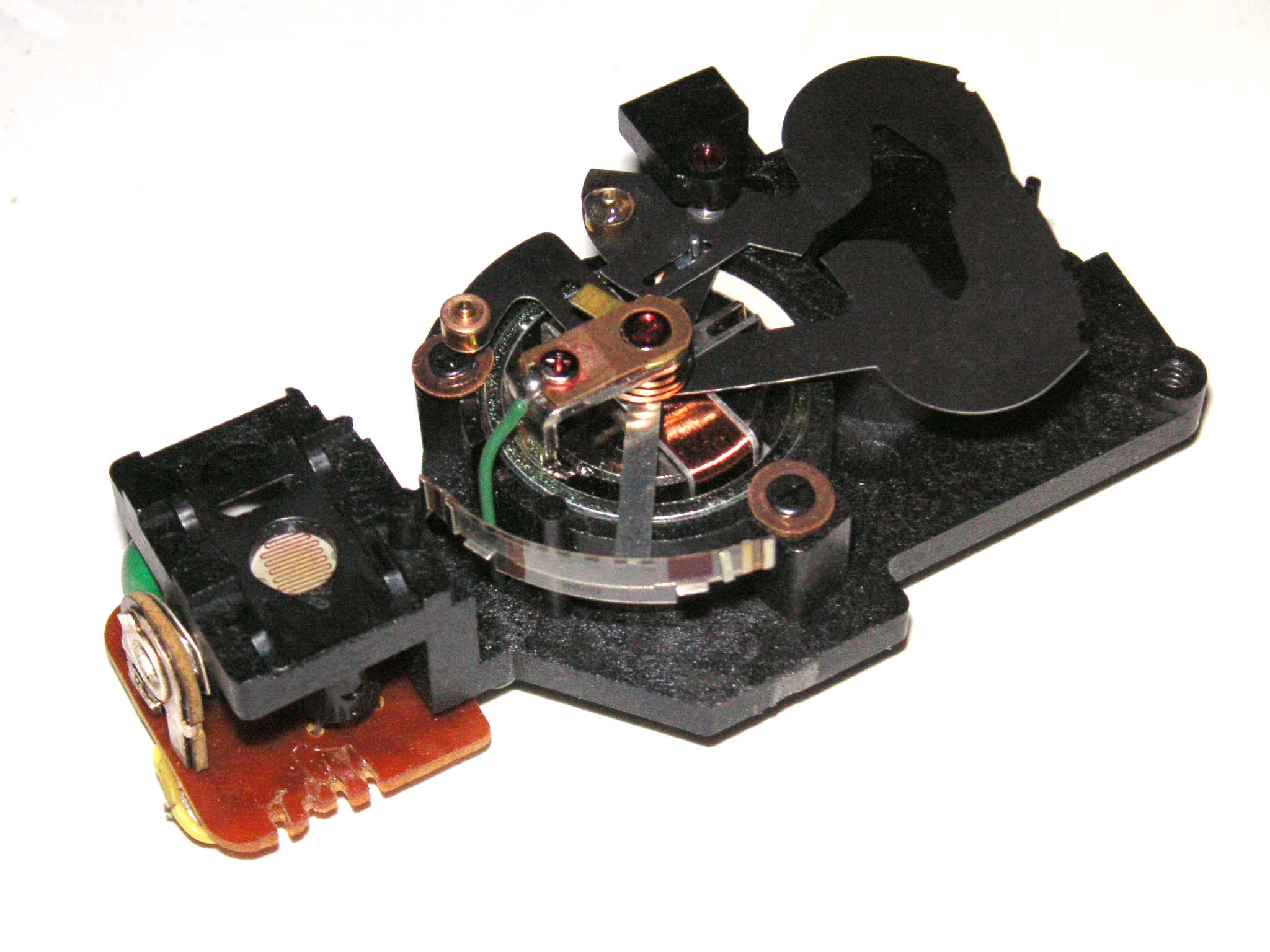
검류계의 내부.

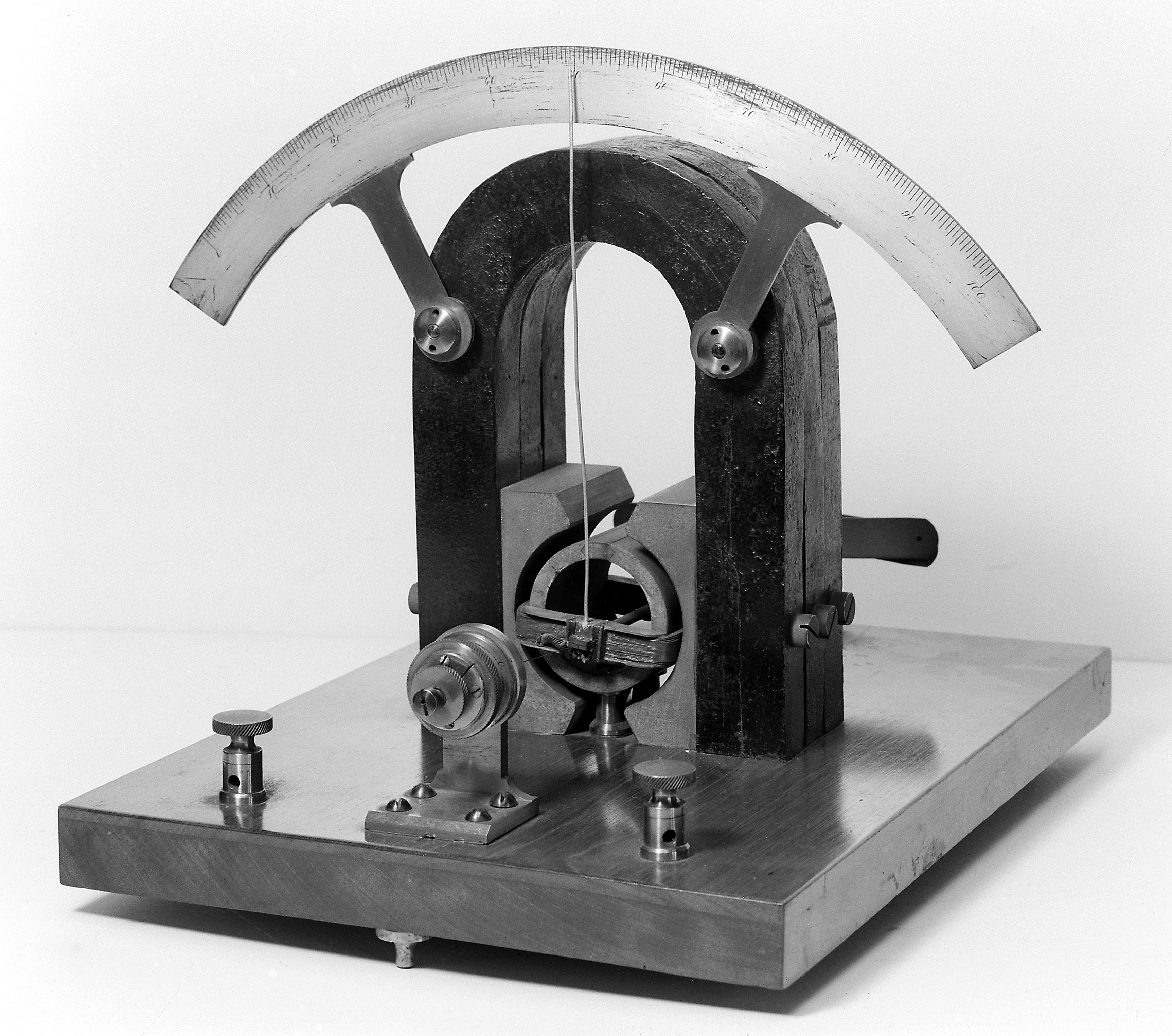
자석과 코일이 달린 다르송발의 초기 검류계

검류계(檢流計, galvanometer)는 매우 약한 소량의 전류를 검출하거나 측정하는 기구다. 1834년 앙드레 마리 앙페르가 움직이지 않는 바늘로 전기의 흐름을 처음으로 측정하였다.

## 참고 자료
- 이 문서에는 다음커뮤니케이션(현 카카오)에서 GFDL 또는 CC-SA 라이선스로 배포한 글로벌 세계대백과사전의 내용을 기초로 작성된 글이 포함되어 있습니다.